# Downholland
Downholland – civil parish w Anglii, w Lancashire, w dystrykcie West Lancashire. W 2011 civil parish liczyła 913 mieszkańców. W obszar civil parish wchodzą także Barton, Downholland Cross i Haskayne.